# A magyar labdarúgó-válogatott 2024. március 22-i mérkőzése
Ez volt a magyar labdarúgó-válogatottnak a 2024-es évben az első mérkőzése, 2024. március 22-én, a Törökország válogatottja ellenfeleként, amely egyúttal a magyar labdarúgó-válogatott 987. hivatalos mérkőzése volt. A mérkőzést Szoboszlai Dominik büntetőjével a magyar válogatott nyerte meg 1–0-ra.

## Előzmények
A magyar labdarúgó-válogatottnak a török nemzeti együttes elleni eddigi 15 összecsapásából 9 végződött magyar, 4 török győzelemmel, a 2 döntetlen mellett. 
Legutóbb 3 és fél évvel ezelőtt, 2020. november 18-án csaptak össze a felek Budapesten, a Puskás Arénában a 2020–2021-es UEFA Nemzetek Ligája utolsó játéknapján zárt kapuk mögött, mely találkozó 2–0-s magyar győzelemmel ért véget. A magyar találatokat Sigér Dávid és Varga Kevin szerezték.

## Örökmérleg a mérkőzés előtt
| Sorszám | Időpont     | Helyszín  | Eredmény  | Kiírás                            |
| ------- | ----------- | --------- | --------- | --------------------------------- |
| 1/291   | 1952.07.24. | Kotka     | 7–1 (2–0) | olimpiai játékok                  |
| 2/330   | 1956.02.19. | Isztambul | 1–3 (0–2) | felkészülési                      |
| 3/387   | 1962.04.29. | Budapest  | 2–1 (1–1) | felkészülési                      |
| 4/569   | 1982.09.22. | Győr      | 5–0 (3–0) | felkészülési                      |
| 5/583   | 1984.04.04. | Isztambul | 6–0 (2–0) | felkészülési                      |
| 6/619   | 1988.03.16. | Budapest  | 1–0 (0–0) | felkészülési                      |
| 7/644   | 1990.09.05. | Budapest  | 4–1 (3–0) | felkészülési                      |
| 8/689   | 1994.09.07. | Budapest  | 2–2 (2–0) | 1996-os Eb-selejtező              |
| 9/698   | 1995.09.06. | Isztambul | 0–2 (0–2) | 1996-os Eb-selejtező              |
| 10/812  | 2006.10.07. | Budapest  | 0–1 (0–1) | 2008-as Eb-selejtező              |
| 11/823  | 2007.09.12. | Isztambul | 0–3 (0–0) | 2008-as Eb-selejtező              |
| 12/874  | 2012.10.16. | Budapest  | 3–1 (1–1) | 2014-es vb-selejtező              |
| 13/878  | 2013.03.26. | Isztambul | 1–1 (0–0) | 2014-es vb-selejtező              |
| 14/944  | 2020.09.03. | Sivas     | 1–0 (0–0) | 2020–2021-es UEFA Nemzetek Ligája |
| 15/951  | 2020.11.18. | Budapest  | 2–0 (0–0) | 2020–2021-es UEFA Nemzetek Ligája |

| M  | Gy | D | V | G+ | G– | Gk  | %     |
| -- | -- | - | - | -- | -- | --- | ----- |
| 15 | 9  | 2 | 4 | 35 | 16 | +19 | 66,67 |

Források: , 
Jelölések
- Az eredmények magyar szempontból értendők.
- Tétmérkőzés

## Keretek
megjegyzés: A táblázatokban szereplő adatok a mérkőzés előtti állapotnak megfelelőek.
A magyarok keretét 2024. március 12-én hirdette ki Marco Rossi szövetségi kapitány. A csapatból sérülés miatt kimaradt Fiola Attila és Kalmár Zsolt. Visszatért Varga Barnabás, Kleinheisler László, Schäfer András és Willi Orbán. Március 21-én az MLSZ bejelentette, hogy Orbán kisebb közelítőizom panaszai miatt nem kockáztatják meg a játékát.
| Magyarország                         | Magyarország                         | Magyarország                         | Magyarország                         | Magyarország                         | Magyarország                         | Magyarország                         | Magyarország  |
| P.                                   | Név                                  | Születési idő és életkor             | Vál.                                 | Gól                                  | Klub                                 | Utolsó válogatottság                 | Érték*        |
| ------------------------------------ | ------------------------------------ | ------------------------------------ | ------------------------------------ | ------------------------------------ | ------------------------------------ | ------------------------------------ | ------------- |
| K                                    | Gulácsi Péter                        | 1990. május 6. (33 évesen)           | 51                                   | 0                                    | RB Leipzig                           | 2022.09.26-án Olaszország ellen      | 3.500.000 €   |
| K                                    | Dibusz Dénes                         | 1990. november 16. (33 évesen)       | 34                                   | 0                                    | Ferencváros                          | 2023.11.19-én Montenegró ellen       | 2.500.000 €   |
| K                                    | Tóth Balázs                          | 1997. szeptember 4. (26 évesen)      | 0                                    | 0                                    | Fehérvár FC                          | —                                    | 450.000 €     |
| V                                    | Balogh Botond                        | 2002. június 6. (21 évesen)          | 2                                    | 0                                    | Parma                                | 2023.11.19-én Montenegró ellen       | 900.000 €     |
| V                                    | Dárdai Márton                        | 2002. február 12. (22 évesen)        | 0                                    | 0                                    | Hertha BSC                           | —                                    | 2.500.000 €   |
| V                                    | Lang Ádám                            | 1993. január 17. (31 évesen)         | 65                                   | 1                                    | Omónia                               | 2023.11.19-én Montenegró ellen       | 600.000 €     |
| V                                    | Mocsi Attila                         | 2000. május 29. (23 évesen)          | 0                                    | 0                                    | Rizespor                             | —                                    | 1.800.000 €   |
| V                                    | Willi Orbán                          | 1992. november 3. (31 évesen)        | 43                                   | 6                                    | RB Leipzig                           | 2023.09.10-én Csehország ellen       | 10.000.000 €  |
| V                                    | Szalai Attila                        | 1998. január 20. (26 évesen)         | 41                                   | 1                                    | SC Freiburg                          | 2023.11.19-én Montenegró ellen       | 10.000.000 €  |
| V                                    | Szalai Gábor                         | 2000. június 9. (23 évesen)          | 0                                    | 0                                    | FC Lausanne                          | —                                    | 650.000 €     |
| KP                                   | Bolla Bendegúz                       | 1999. november 22. (24 évesen)       | 14                                   | 0                                    | Servette                             | 2023.11.19-én Montenegró ellen       | 1.800.000 €   |
| KP                                   | Kerkez Milos                         | 2003. november 7. (20 évesen)        | 13                                   | 0                                    | Bournemouth                          | 2023.11.16-án Bulgária ellen         | 20.000.000 €  |
| KP                                   | Kleinheisler László                  | 1994. április 8. (29 évesen)         | 47                                   | 3                                    | Hajduk Split                         | 2023.06.20-án Litvánia ellen         | 1.500.000 €   |
| KP                                   | Nagy Ádám                            | 1995. június 17. (28 évesen)         | 77                                   | 2                                    | Spezia                               | 2023.11.19-én Montenegró ellen       | 1.000.000 €   |
| KP                                   | Nagy Zsolt                           | 1993. május 25. (30 évesen)          | 16                                   | 2                                    | Puskás Akadémia                      | 2023.11.19-én Montenegró ellen       | 600.000 €     |
| KP                                   | Nego Loïc                            | 1991. január 15. (33 évesen)         | 33                                   | 2                                    | Le Havre                             | 2023.11.19-én Montenegró ellen       | 1.000.000 €   |
| KP                                   | Schäfer András                       | 1999. április 13. (24 évesen)        | 22                                   | 3                                    | Union Berlin                         | 2022.09.26-án Olaszország ellen      | 4.000.000 €   |
| KP                                   | Callum Styles                        | 2000. március 28. (23 évesen)        | 18                                   | 0                                    | Barnsley                             | 2023.11.19-én Montenegró ellen       | 2.500.000 €   |
| CS                                   | Ádám Martin                          | 1994. november 6. (29 évesen)        | 19                                   | 3                                    | Ulszan Hyundai                       | 2023.11.19-én Montenegró ellen       | 1.000.000 €   |
| CS                                   | Gazdag Dániel                        | 1996. március 2. (28 évesen)         | 23                                   | 4                                    | Philadelphia Union                   | 2023.11.19-én Montenegró ellen       | 8.000.000 €   |
| CS                                   | Horváth Krisztofer                   | 2002. január 8. (22 évesen)          | 2                                    | 0                                    | Kecskeméti TE                        | 2023.11.19-én Montenegró ellen       | 900.000 €     |
| CS                                   | Sallai Roland                        | 1997. május 22. (26 évesen)          | 46                                   | 12                                   | SC Freiburg                          | 2023.06.20-án Litvánia ellen         | 12.000.000 €  |
| CS                                   | Szoboszlai Dominik                   | 2000. október 25. (23 évesen)        | 38                                   | 10                                   | Liverpool                            | 2023.11.19-én Montenegró ellen       | 75.000.000 €  |
| CS                                   | Vancsa Zalán                         | 2004. október 25. (19 évesen)        | 1                                    | 0                                    | Lommel SK                            | 2022.06.07-én Olaszország ellen      | 900.000 €     |
| CS                                   | Varga Barnabás                       | 1994. október 25. (29 évesen)        | 7                                    | 4                                    | Ferencváros                          | 2023.10.17-én Litvánia ellen         | 2.000.000 €   |
| Játékosok értéke összesen:           | Játékosok értéke összesen:           | Játékosok értéke összesen:           | Játékosok értéke összesen:           | Játékosok értéke összesen:           | Játékosok értéke összesen:           | Játékosok értéke összesen:           | 165.100.000 € |
| A keret átlagéletkora:               | A keret átlagéletkora:               | A keret átlagéletkora:               | A keret átlagéletkora:               | A keret átlagéletkora:               | A keret átlagéletkora:               | A keret átlagéletkora:               | 26,8 év       |
| A keret átlag válogatottságok száma: | A keret átlag válogatottságok száma: | A keret átlag válogatottságok száma: | A keret átlag válogatottságok száma: | A keret átlag válogatottságok száma: | A keret átlag válogatottságok száma: | A keret átlag válogatottságok száma: | 24,5          |
| Szövetségi kapitány: Marco Rossi     |                                      |                                      |                                      |                                      |                                      |                                      |               |

Vincenzo Montella szövetségi kapitány március 15-én hirdette ki a Magyarország és Ausztria ellen készülő török válogatott keretét. A csapatból sérülés miatt hiányzott Altay Bayındır a Manchester United kapusa. Március 19-én kikerült a keretből a sérült Cengiz Ünder és Ferdi Kadıoğlu, a helyükre Rıdvan Yılmazt és Oğuz Aydınt hívta be a kapitány.
| Törökország                            | Törökország                          | Törökország                          | Törökország                          | Törökország                          | Törökország                          | Törökország                          | Törökország   |
| P.                                     | Név                                  | Születési idő és életkor             | Vál.                                 | Gól                                  | Klub                                 | Utolsó válogatottság                 | Érték*        |
| -------------------------------------- | ------------------------------------ | ------------------------------------ | ------------------------------------ | ------------------------------------ | ------------------------------------ | ------------------------------------ | ------------- |
| K                                      | Mert Günok                           | 1989. március 1. (35 évesen)         | 27                                   | 0                                    | Beşiktaş                             | 2023.09.08-án Örményország ellen.    | 1.300.000 €   |
| K                                      | Muhammed Şengezer                    | 1997. január 5. (27 évesen)          | 0                                    | 0                                    | Başakşehir                           | –                                    | 1.000.000 €   |
| K                                      | Okan Kocuk                           | 1995. július 27. (28 évesen)         | 0                                    | 0                                    | Samsunspor                           | –                                    | 850.000 €     |
| K                                      | Uğurcan Çakır                        | 1996. április 5. (27 évesen)         | 26                                   | 0                                    | Trabzonspor                          | 2023.11.21-én Wales ellen.           | 8.500.000 €   |
| V                                      | Mert Müldür                          | 1999. április 3. (24 évesen)         | 20                                   | 1                                    | Fenerbahçe                           | 2023.09.12-én Japán ellen.           | 4.500.000 €   |
| V                                      | Zeki Çelik                           | 1997. február 17. (27 évesen)        | 42                                   | 2                                    | AS Roma                              | 2023.11.21-én Wales ellen.           | 6.000.000 €   |
| V                                      | Ahmetcan Kaplan                      | 2003. január 16. (21 évesen)         | 0                                    | 0                                    | AFC Ajax                             | –                                    | 7.000.000 €   |
| V                                      | Merih Demiral                        | 1998. március 5. (26 évesen)         | 41                                   | 2                                    | El-Áhlí                              | 2023.09.12-én Japán ellen.           | 18.000.000 €  |
| V                                      | Ozan Kabak                           | 2000. március 25. (23 évesen)        | 24                                   | 2                                    | Hoffenheim                           | 2023.11.18-án Németország ellen.     | 13.000.000 €  |
| V                                      | Samet Akaydin                        | 1994. március 13. (30 évesen)        | 4                                    | 0                                    | Panathinaikósz                       | 2023.11.21-én Wales ellen.           | 2.800.000 €   |
| V                                      | Cenk Özkacar                         | 2000. október 6. (23 évesen)         | 7                                    | 0                                    | Valencia                             | 2023.11.21-én Wales ellen.           | 2.500.000 €   |
| V                                      | Ferdi Kadıoğlu                       | 1999. október 7. (24 évesen)         | 14                                   | 1                                    | Fenerbahçe                           | 2023.11.21-én Wales ellen.           |               |
| V                                      | Rıdvan Yılmaz                        | 2001. május 21. (22 évesen)          | 6                                    | 0                                    | Rangers                              | 2022.03.29-én Olaszország ellen.     | 4.500.000 €   |
| KP                                     | Hakan Çalhanoğlu                     | 1994. február 8. (30 évesen)         | 82                                   | 17                                   | Internazionale                       | 2023.10.15-én Lettország ellen.      | 40.000.000 €  |
| KP                                     | İsmail Yüksek                        | 1999. január 26. (25 évesen)         | 12                                   | 1                                    | Fenerbahçe                           | 2023.11.21-én Wales ellen.           | 10.000.000 €  |
| KP                                     | Kaan Ayhan                           | 1994. november 10. (29 évesen)       | 55                                   | 5                                    | Galatasaray                          | 2023.11.21-én Wales ellen.           | 4.700.000 €   |
| KP                                     | Orkun Kökçü                          | 2000. december 29. (23 évesen)       | 24                                   | 2                                    | Benfica                              | 2023.09.12-én Japán ellen.           | 30.000.000 €  |
| KP                                     | Salih Özcan                          | 1998. január 11. (26 évesen)         | 16                                   | 0                                    | Borussia Dortmund                    | 2023.11.21-én Wales ellen.           | 13.000.000 €  |
| CS                                     | Cengiz Ünder                         | 1997. július 14. (26 évesen)         | 51                                   | 16                                   | Fenerbahçe                           | 2023.09.12-én Japán ellen.           |               |
| CS                                     | İrfan Can Kahveci                    | 1995. július 15. (28 évesen)         | 30                                   | 2                                    | Fenerbahçe                           | 2023.11.21-én Wales ellen.           | 9.000.000 €   |
| CS                                     | Yunus Akgün                          | 2004. július 7. (19 évesen)          | 7                                    | 2                                    | Leicester City                       | 2023.10.15-én Lettország ellen.      | 5.000.000 €   |
| CS                                     | Barış Alper Yılmaz                   | 2000. május 23. (23 évesen)          | 11                                   | 1                                    | Galatasaray                          | 2023.11.21-én Wales ellen.           | 13.000.000 €  |
| CS                                     | Kerem Aktürkoğlu                     | 1998. október 21. (25 évesen)        | 26                                   | 5                                    | Galatasaray                          | 2023.11.21-én Wales ellen.           | 17.000.000 €  |
| CS                                     | Semih Kılıçsoy                       | 2005. augusztus 15. (18 évesen)      | 0                                    | 0                                    | Beşiktaş                             | –                                    | 8.000.000 €   |
| CS                                     | Abdülkadir Ömür                      | 1999. június 25. (24 évesen)         | 12                                   | 0                                    | Hull City                            | 2023.11.21-én Wales ellen.           | 8.000.000 €   |
| CS                                     | Arda Güler                           | 2005. február 25. (19 évesen)        | 4                                    | 1                                    | Real Madrid                          | 2023.06.19-én Wales ellen.           | 15.000.000 €  |
| CS                                     | Can Uzun                             | 2005. november 11. (18 évesen)       | 0                                    | 0                                    | FC Nürnberg                          | –                                    | 8.000.000 €   |
| CS                                     | Enes Ünal                            | 1997. május 10. (26 évesen)          | 32                                   | 3                                    | Bournemouth                          | 2023.03.28-án Horvátország ellen.    | 20.000.000 €  |
| CS                                     | Kenan Yıldız                         | 2005. május 4. (18 évesen)           | 3                                    | 1                                    | Juventus                             | 2023.10.12-én Horvátország ellen.    | 30.000.000 €  |
| CS                                     | Yusuf Yazıcı                         | 1997. január 29. (27 évesen)         | 41                                   | 3                                    | Lille                                | 2023.11.21-én Wales ellen.           | 10.000.000 €  |
| V                                      | Oğuz Aydın                           | 2000. október 27. (23 évesen)        | 0                                    | 0                                    | Alanyaspor                           | –                                    | 2.300.000 €   |
| Játékosok értéke összesen:             | Játékosok értéke összesen:           | Játékosok értéke összesen:           | Játékosok értéke összesen:           | Játékosok értéke összesen:           | Játékosok értéke összesen:           | Játékosok értéke összesen:           | 312.950.000 € |
| A keret átlagéletkora:                 | A keret átlagéletkora:               | A keret átlagéletkora:               | A keret átlagéletkora:               | A keret átlagéletkora:               | A keret átlagéletkora:               | A keret átlagéletkora:               | 25,1 év       |
| A keret átlag válogatottságok száma:   | A keret átlag válogatottságok száma: | A keret átlag válogatottságok száma: | A keret átlag válogatottságok száma: | A keret átlag válogatottságok száma: | A keret átlag válogatottságok száma: | A keret átlag válogatottságok száma: | 19,0          |
| Szövetségi kapitány: Vincenzo Montella |                                      |                                      |                                      |                                      |                                      |                                      |               |

## Helyszín
A találkozó Budapesten, a Puskás Arénában kerül megrendezésre. A Magyar Labdarúgó-szövetség (MLSZ) tájékoztatása szerint telt házra lehet számítani a mérkőzésen.

## Játékvezető
A találkozó játékvezetője a 37 éves lengyel Bartosz Frankowski volt, aki 2011 óta bíráskodik a lengyel élvonalban. A toruńi születésű játékvezető 2014 óta FIFA játékvezető-kerettag.
A játékvezető munkáját partjelzőként a szintén lengyel Marcin Boniek valamint Jakub Winkler, míg negyedik játékvezetőként Damian Kos segítette. A Transfermarkt statisztikái alapján a 2023–2024-es szezonban két Bajnokok Ligája csoportmeccset vezetett (RB Salzburg–Real Sociedad 0–1 és Sahtar Doneck–Royal Antwerp 1–0), valamint két Európa Liga (Brighton–Ajax 2–0 és Lens–Freiburg 0–0) és egy Konferencia Liga (Sturm Graz–Lille 0–3) találkozón bíráskodott. Nemzetközi mérkőzésen egyszer fújta a sípot, 2023 novemberében a Németország–Törökország (2–3) felkészülési mérkőzésen, így a török válogatott számára nem lesz ismeretlen.

## A mérkőzés
| 2024. március 22. 20:45 |

| Magyarország                                              | 1 – 0               | Törökország |
| --------------------------------------------------------- | ------------------- | ----------- |
| Szoboszlai 48' (11-esből) Nagy Zs. 87' Kleinheisler 90+6' | (0 – 0) Jegyzőkönyv | 58' Akaydin |

| Puskás Aréna, Budapest Nézőszám: 58 000 Játékvezető: Bartosz Frankowski (lengyel) |

### Az összeállítások
| Magyarország | Törökország |

| K                        | 1  | Gulácsi Péter       |                |           |
| V                        | 5  | Balogh Botond       |                | 67'       |
| V                        | 2  | Lang Ádám           |                |           |
| V                        | 4  | Szalai Attila       |                |           |
| KP                       | 7  | Nego Loïc           |                | szünetben |
| KP                       | 8  | Nagy Ádám           |                | 61'       |
| KP                       | 13 | Schäfer András      |                |           |
| KP                       | 11 | Kerkez Milos        |                | 60'       |
| CS                       | 20 | Sallai Roland       |                | 80'       |
| CS                       | 19 | Varga B.            |                | 80'       |
| CS                       | 10 | Szoboszlai Dominik  | 48' (11-esből) |           |
| Cserék:                  |    |                     |                |           |
| CS                       | 9  | Ádám Martin         | 80'            |           |
| KP                       | 14 | Bolla Bendegúz      | szünetben      |           |
| KP                       | 15 | Kleinheisler László | 80'            | 90+6'     |
| KP                       | 17 | Callum Styles       | 61'            |           |
| KP                       | 18 | Nagy Zsolt          | 60'            | 87'       |
| V                        | 23 | Dárdai Márton       | 67'            |           |
| Fel nem használt cserék: |    |                     |                |           |
| K                        | 12 | Dibusz Dénes        |                |           |
| K                        | 22 | Tóth Balázs         |                |           |
| V                        | 3  | Mocsi Attila        |                |           |
| CS                       | 16 | Gazdag Dániel       |                |           |
| CS                       | 21 | Horváth Krisztofer  |                |           |
| CS                       | 24 | Vancsa Zalán        |                |           |
| V                        | 25 | Szalai Gábor        |                |           |
| Szövetségi kapitány:     |    |                     |                |           |
| Marco Rossi              |    |                     |                |           |

| K                        | 1  | Mert Günok         |     |     |
| V                        | 13 | Rıdvan Yılmaz      |     | 27' |
| V                        | 4  | Samet Akaydin      | 58' |     |
| V                        | 15 | Ozan Kabak         |     |     |
| V                        | 2  | Zeki Çelik         |     | 77' |
| TKP                      | 19 | Kenan Yıldız       |     | 77' |
| KP                       | 6  | Orkun Kökçü        |     | 61' |
| TKP                      | 10 | Hakan Çalhanoğlu   |     |     |
| KP                       | 16 | İsmail Yüksek      |     |     |
| TKP                      | 14 | Yunus Akgün        |     | 77' |
| CS                       | 9  | Enes Ünal          |     | 61' |
| Cserék:                  |    |                    |     |     |
| CS                       | 7  | Kerem Aktürkoğlu   | 77' |     |
| KP                       | 11 | Yusuf Yazıcı       | 61' |     |
| KP                       | 17 | Arda Güler         | 61' |     |
| V                        | 18 | Mert Müldür        | 27' |     |
| CS                       | 21 | Barış Alper Yılmaz | 77' |     |
| CS                       | 25 | Can Uzun           | 77' |     |
| Fel nem használt cserék: |    |                    |     |     |
| K                        | 12 | Okan Kocuk         |     |     |
| K                        | 23 | Uğurcan Çakır      |     |     |
| V                        | 3  | Merih Demiral      |     |     |
| KP                       | 5  | Salih Özcan        |     |     |
| CS                       | 8  | İrfan Can Kahveci  |     |     |
| CS                       | 20 | Abdülkadir Ömür    |     |     |
| KP                       | 22 | Kaan Ayhan         |     |     |
| V                        | 24 | Cenk Özkacar       |     |     |
| CS                       | 26 | Oğuz Aydın         |     |     |
| Szövetségi kapitány:     |    |                    |     |     |
| Vincenzo Montella        |    |                    |     |     |

| Asszisztensek: Marcin Boniek (partvonal) Jakub Winkler (partvonal) | Negyedik játékvezető: Damian Kos VAR videóbíró: Piotr Lasyk VAR videóbíró asszisztens: Krzysztof Jakubik |

## Statisztikák
A mérkőzés statisztikái
| Magyarország |                        | Törökország |
| ------------ | ---------------------- | ----------- |
| 49%          | Labdabirtoklás         | 51%         |
| 1            | Gól                    | 0           |
| 2            | Szöglet                | 7           |
| 1            | Les                    | 3           |
| 24 (39%)     | Támadások száma        | 38 (61%)    |
| 8 (33%)      | Lövési kísérlet        | 16 (66%)    |
| 5            | Kaput eltalált lövés   | 6           |
| 2            | Kaput nem talált lövés | 7           |
| 3            | Blokkolt lövés         | 1           |
| 6            | Kapus védés            | 4           |
| 0            | Kapufa                 | 0           |
| 445          | Összes passz           | 516         |
| 369          | Sikeres passz          | 453         |
| 83%          | Passz hatékonyság      | 88%         |
| 10           | Szabálytalanságok      | 12          |
| 2            | Sárga lap              | 1           |
| 0            | Piros lap              | 0           |

## Örökmérleg a mérkőzés után
| Sorszám | Időpont     | Helyszín  | Eredmény  | Kiírás                            |
| ------- | ----------- | --------- | --------- | --------------------------------- |
| 1/291   | 1952.07.24. | Kotka     | 7–1 (2–0) | olimpiai játékok                  |
| 2/330   | 1956.02.19. | Isztambul | 1–3 (0–2) | felkészülési                      |
| 3/387   | 1962.04.29. | Budapest  | 2–1 (1–1) | felkészülési                      |
| 4/569   | 1982.09.22. | Győr      | 5–0 (3–0) | felkészülési                      |
| 5/583   | 1984.04.04. | Isztambul | 6–0 (2–0) | felkészülési                      |
| 6/619   | 1988.03.16. | Budapest  | 1–0 (0–0) | felkészülési                      |
| 7/644   | 1990.09.05. | Budapest  | 4–1 (3–0) | felkészülési                      |
| 8/689   | 1994.09.07. | Budapest  | 2–2 (2–0) | 1996-os Eb-selejtező              |
| 9/698   | 1995.09.06. | Isztambul | 0–2 (0–2) | 1996-os Eb-selejtező              |
| 10/812  | 2006.10.07. | Budapest  | 0–1 (0–1) | 2008-as Eb-selejtező              |
| 11/823  | 2007.09.12. | Isztambul | 0–3 (0–0) | 2008-as Eb-selejtező              |
| 12/874  | 2012.10.16. | Budapest  | 3–1 (1–1) | 2014-es vb-selejtező              |
| 13/878  | 2013.03.26. | Isztambul | 1–1 (0–0) | 2014-es vb-selejtező              |
| 14/944  | 2020.09.03. | Sivas     | 1–0 (0–0) | 2020–2021-es UEFA Nemzetek Ligája |
| 15/951  | 2020.11.18. | Budapest  | 2–0 (0–0) | 2020–2021-es UEFA Nemzetek Ligája |
| 16/987  | 2024.03.22. | Budapest  | 1–0 (0–0) | felkészülési                      |

| M  | Gy | D | V | G+ | G– | Gk  | %     |
| -- | -- | - | - | -- | -- | --- | ----- |
| 16 | 10 | 2 | 4 | 36 | 16 | +20 | 68,75 |

Források: , 
Jelölések
- Az eredmények magyar szempontból értendők.
- Tétmérkőzés